# Bir Anzarane (341)
Le Bir Anzarane (341) est un patrouilleur hauturier de la Marine royale marocaine de type OPV70, conçu par Raidco Marine et construit aux normes civiles au chantier Leroux Naval (STX Lorient) de Lorient (STX France).
Il porte le nom de la bataille de Bir Anzarane, opposant les rebelles du Front Polisario aux forces armées royales en 1979.

## Conception
Le Bir Anzarane est le premier d'une série, probablement appelée classe Bir Anzarane, qui comprendra trois autres unités : P342, P343 et P344.
Sa coque est en acier et ses structures sont en aluminium, pour un déplacement de 800 tonnes à une vitesse maximum de 22 nœuds.
Il a reçu son armement au port de Casablanca :
- 1 canon Otobreda 76 mm[2] ;
- 1 canon de 40 mm Bofors ;
- 2 canons de 14,5 mm ;
- 2 canons de 12,5 mm.

## Service
Il était présent en juillet aux Tonnerres de Brest 2012 et à l'Armada 2013 de Rouen.